# James Davenport
James Harold Davenport (né le 26 septembre 1953) est un informaticien britannique qui travaille en algèbre informatique. Après avoir fait son doctorat et ses premières recherches au laboratoire d'informatique de l'Université de Cambridge, il est professeur Hebron et Medlock de technologie de l'information à l'Université de Bath à Bath, en Angleterre.

## Éducation
Il est le fils du mathématicien Harold Davenport. Il fait ses études au Marlborough College, puis est étudiant au Trinity College de Cambridge . Il obtient un baccalauréat ès arts en 1974, qui est converti en une maîtrise ès arts en 1978. Il obtient un doctorat en 1980 .

## Carrière et recherche
En 1969, l'équipe qui développe le guichet automatique bancaire au Royaume-Uni chez IBM Hursley utilise des pièces de ce projet pour construire un ordinateur scolaire IBM. C'est un projet de sensibilisation communautaire, et il fait une tournée. Lorsqu'il arrive au Marlborough College, Davenport, âgé de 16 ans, découvre que, bien qu'il s'agisse apparemment d'un ordinateur à six chiffres, le microcode a accès à un registre interne à 12 chiffres pour multiplier/diviser. Il l'utilise pour implémenter l'algorithme de Draim du livre de son père, The Higher Arithmetic, et teste des nombres à huit chiffres pour la primalité .
Entre l'école et l'université, Davenport travaille dans un laboratoire gouvernemental pendant neuf mois, écrivant et utilisant à nouveau l'arithmétique multi-mots, mais utilisant également la théorie des nombres pour résoudre un problème de hachage, qui est publié. Il est à IBM Yorktown Heights pendant un an et retourne à Cambridge en tant que chercheur. Il part à Grenoble pendant un an, avant de prendre un poste à l'Université de Bath en 1983 .
Davenport est l'auteur d'un manuel sur l'algèbre informatique et de nombreux articles ,,,. Il est président de projet du projet européen OpenMath et de son successeur Thematic Network, avec la responsabilité d'aligner OpenMath et MathML, de produire des dictionnaires de contenu et de superviser un traducteur OpenMath/MathML basé sur Reduce. Il est aussi trésorier de l'European Mathematical Trust. Il est rédacteur en chef fondateur du Journal of Computation and Mathematics de la London Mathematical Society.
Davenport reçoit le diplôme honorifique de docteur en sciences en septembre 2019 de l'Université de l'Ouest de Timişoara, en Roumanie. C'est en reconnaissance de son travail de pionnier et continu dans les systèmes d'algèbre informatique et la théorie du calcul symbolique.
En 2014, Davenport reçoit une bourse nationale d'enseignement de la Higher Education Academy. Il reçoit la médaille de bronze de l'Université d'Helsinki en 2001. De janvier à juin 2017, Davenport est boursier Fulbright CyberSecurity à l'Université de New York  et tient un blog  au cours de la même période.